# H-31
Pour les articles homonymes, voir H31.
L'autoroute H-31 est une autoroute urbaine qui permet d'accéder à Huelva depuis l'A-49 en venant de Séville.
Elle se détache l'A-49 au nord-est de l'agglomération.
D'une longueur de 5.5 km environ, elle relie l'A-49 jusqu'au centre urbain de Huelva en prolongeant l'Avenida d'Andalucia et en se connectant à la Rocade de Huelva.
Elle est composée de 2 échangeurs jusqu'à la H-30.

## Tracé
- Elle débute nord est de Huelva où elle bifurque avec l'A-49
- Elle croise la N-431 qui relie Huelva à Ayamonte (A-49) avant de se connecter à la H-30 (Rocade de Huelva) et de prolonger l'Avenida d'Andalucia.

## Sorties
| Numéro de la sortie | Nom de la sortie                                                                           | Bifurcation |
| ------------------- | ------------------------------------------------------------------------------------------ | ----------- |
|                     | Séville                                                                                    | A-49        |
| 01                  | Gibraleon - Zone Industrielle de Huelva Tartessosas Fabrique de Cellule                    |             |
|                     | Huelva Centre - Huelva-Avenida de Andalucia Huelva Sud - Université de Huelva Huelva Ouest | H-30        |